# Deraiophoridae
Famille
Genre
Deraiophorus Canestrini, 1897 est le seul genre des Deraiophoridae Trägårdh, 1952.
Il contient près de 70 espèces. Eutrachytes Berlese, 1914 en est synonyme.